# Bahata Ușcelîna, Bahciîsarai
Bahata Ușcelîna (în ucraineană Багата Ущелина) este un sat în comuna Holubînka din raionul Bahciîsarai, Republica Autonomă Crimeea, Ucraina.

## Demografie
Componența lingvistică a localității Bahata Ușcelîna
     Tătară crimeeană (50%)
     Rusă (43,98%)
     Ucraineană (4,82%)
Conform recensământului din 2001, majoritatea populației localității Bahata Ușcelîna era vorbitoare de tătară crimeeană (50%), existând în minoritate și vorbitori de rusă (43,98%) și ucraineană (4,82%).